# Michael Andrew
Michael Charles Andrew (Edina, 18 de abril de 1999) es un deportista estadounidense que compite en natación.
Participó en los Juegos Olímpicos de Tokio 2020, obteniendo una medalla de oro en la prueba de 4 × 100 m estilos.
Ganó cinco medallas en el Campeonato Mundial de Natación, en los años 2022 y 2024, seis medallas en el Campeonato Mundial de Natación en Piscina Corta entre los años 2016 y 2024, y dos medallas en el Campeonato Pan-Pacífico de Natación de 2018.

## Palmarés internacional
| Juegos Olímpicos                    | Juegos Olímpicos      | Juegos Olímpicos  | Juegos Olímpicos        |
| Año                                 | Lugar                 | Medalla           | Prueba                  |
| ----------------------------------- | --------------------- | ----------------- | ----------------------- |
| 2020                                | Tokio (Japón)         | Medalla de oro    | 4 × 100 m estilos       |
| Campeonato Mundial                  |                       |                   |                         |
| Año                                 | Lugar                 | Medalla           | Prueba                  |
| 2022                                | Budapest (Hungría)    | Medalla de plata  | 50 m libre              |
| 2022                                | Budapest (Hungría)    | Medalla de plata  | 4 × 100 m estilos       |
| 2022                                | Budapest (Hungría)    | Medalla de bronce | 50 m braza              |
| 2022                                | Budapest (Hungría)    | Medalla de bronce | 50 m mariposa           |
| 2024                                | Doha (Catar)          | Medalla de plata  | 50 m mariposa           |
| Campeonato Mundial en Piscina Corta |                       |                   |                         |
| Año                                 | Lugar                 | Medalla           | Prueba                  |
| 2016                                | Windsor (Canadá)      | Medalla de oro    | 100 m estilos           |
| 2018                                | Hangzhou (China)      | Medalla de oro    | 4 × 100 m estilos mixto |
| 2018                                | Hangzhou (China)      | Medalla de plata  | 4 × 100 m estilos       |
| 2022                                | Melbourne (Australia) | Medalla de plata  | 4 × 50 m estilos        |
| 2024                                | Budapest (Hungría)    | Medalla de plata  | 4 × 100 m estilos       |
| 2024                                | Budapest (Hungría)    | Medalla de bronce | 4 × 50 m estilos mixto  |
| Campeonato Pan-Pacífico             |                       |                   |                         |
| Año                                 | Lugar                 | Medalla           | Prueba                  |
| 2018                                | Tokio (Japón)         | Medalla de oro    | 50 m libre              |
| 2018                                | Tokio (Japón)         | Medalla de bronce | 4 × 100 m estilos mixto |